# Alexandre Vayssière
Pour les articles homonymes, voir Vayssière.
Jean Alexandre Vayssière (Espalion, 5 juin 1817 - îles des Chelouks, mai 1861) est un explorateur, aventurier et négociant français.

## Biographie
Fils d'un commerçant, François Vayssière et de Thérèse Bourdiol, il est orphelin de bonne heure et est alors recueilli avec sa sœur et son frère cadet, par son oncle, le docteur Victor Vayssière. Il étudie au collège d'Espalion et commence par publier à Paris des articles au Magazine universel. 
Le 25 août 1840, il est incorporé sur sa demande au 31e de ligne en Afrique. Officier de hussards dans les armées  de Napoléon III, il part chercher fortune en Égypte. Le 12 novembre 1853, il fait partie d'une expédition de chasse autour de Khartoum avec Alphonse de Malzac et Giovanni Canonica. Il s’installe dans le Kordofan après avoir participé à une campagne en Arabie avec Ibrahim-Pacha. Il y fonde un établissement et s'enrichit dans le commerce de la gomme et de l'ivoire (1857). Il tente ensuite de chasser pour son propre compte (1858-1859) et chasse ainsi l'éléphant sur le Nil Blanc et le Molmul en suivant les traces d'Arnaud-Bey et de Ferdinand Werne. Un des premiers Français à pénétrer dans le Bahr el Ghazal, il fonde un deuxième établissement sur le Molmul puis disparait en mai 1861 alors qu'il descendait le Nil avec un chargement d'ivoire et de pelleteries, sans doute assassiné.
Contrairement à Alphonse de Malzac, Vayssière obtient une excellente réputation dans les régions du Nil. Il publie aussi des articles au Moniteur, au Magasin universel, et dans la Revue des Deux-Mondes qui ont permis une meilleure connaissance du Bahr el Ghazal et ont influencé les voyages de Georg August Schweinfurth.

## Publications
- Mémoire d'un voyage en Haute-Nubie, 1851
- Souvenirs d'un voyage en Abyssinie, préface d'Alexandre Dumas, 1857[4]
- Voyage au pays de la reine de Saba - En Égypte, avec Joseph-Pons d'Arnaud et Alexandre Dumas (préface), rééd., Pygmalion, 2011